# Couvent des Cordeliers de Dijon
Pour les articles homonymes, voir Couvent des Cordeliers.
Le couvent des Cordeliers est un édifice situé dans la ville de Dijon, en Côte-d'Or, en région Bourgogne-Franche-Comté.

## Histoire
Le couvent des Cordeliers fut fondé en 1243 sur un terrain donné par un bourgeois nommé Aubin. À cet emplacement, situé le long de la rue Saint-Pierre (rue Pasteur), deux petites églises se succèdent : l’une en 1318 puis la seconde en 1334 dédiée à Notre-Dame. Plus tard, cette chapelle primitive constituera le chœur de l’église que les frères-mineurs feront bâtir dans les années 1370 grâce aux indulgences. L’église des Cordeliers comportait un clocher à quatre pans dont les angles étaient soutenus par des piliers en contrefort. La tour était divisée en quatre étages percés de fenêtres ogivales. Son sommet était couronné d’une galerie gothique et d’une flèche à la toiture octogonale. L’église était alors renommée pour ses vitraux et ses somptueux tombeaux sculptés où reposaient les corps de nombreuses personnalités issues de la noblesse royale dont celui de Blanche de Bourgogne et de sa fille Jeanne de Savoie.
On sait que l’édifice, mal construit, dut être réparé une première fois en 1421. Après l’effondrement de la voûte en 1650, il fut presque entièrement rebâti d’après des plans de l’architecte Jean Braconnier. La nouvelle église fut consacrée le 18 août 1680 par l’évêque de Chalon.
Pendant la période révolutionnaire, en avril 1790, à de rares exceptions, la totalité des monuments funéraires des notables dijonnais furent détruits. Les religieux franciscains furent chassés et leur riche patrimoine confisqué : 72 tableaux, une statue de la Vierge en argent, une bibliothèque de 2 500 livres. Le couvent du XIIIe siècle et son cloître du XVIIe siècle, l’église et le grenier à sel attenant furent vendus comme biens nationaux puis partiellement rasés lors du percement de la rue Franklin et de la rue Turgot en 1791. De l’église qui devait mesurer 150 pieds de longueur et 57 pieds de hauteur, il ne restait que les ruines d’anciennes chapelles latérales, finalement abattues en février 1869.
En 1860, les Dominicains rachetèrent ce qui subsistait de l’ancien couvent et lui redonnèrent sa vocation religieuse. La communauté des Frères prêcheurs y demeura jusqu’en 2002. Depuis, le site a été entièrement réhabilité par un groupe hôtelier.

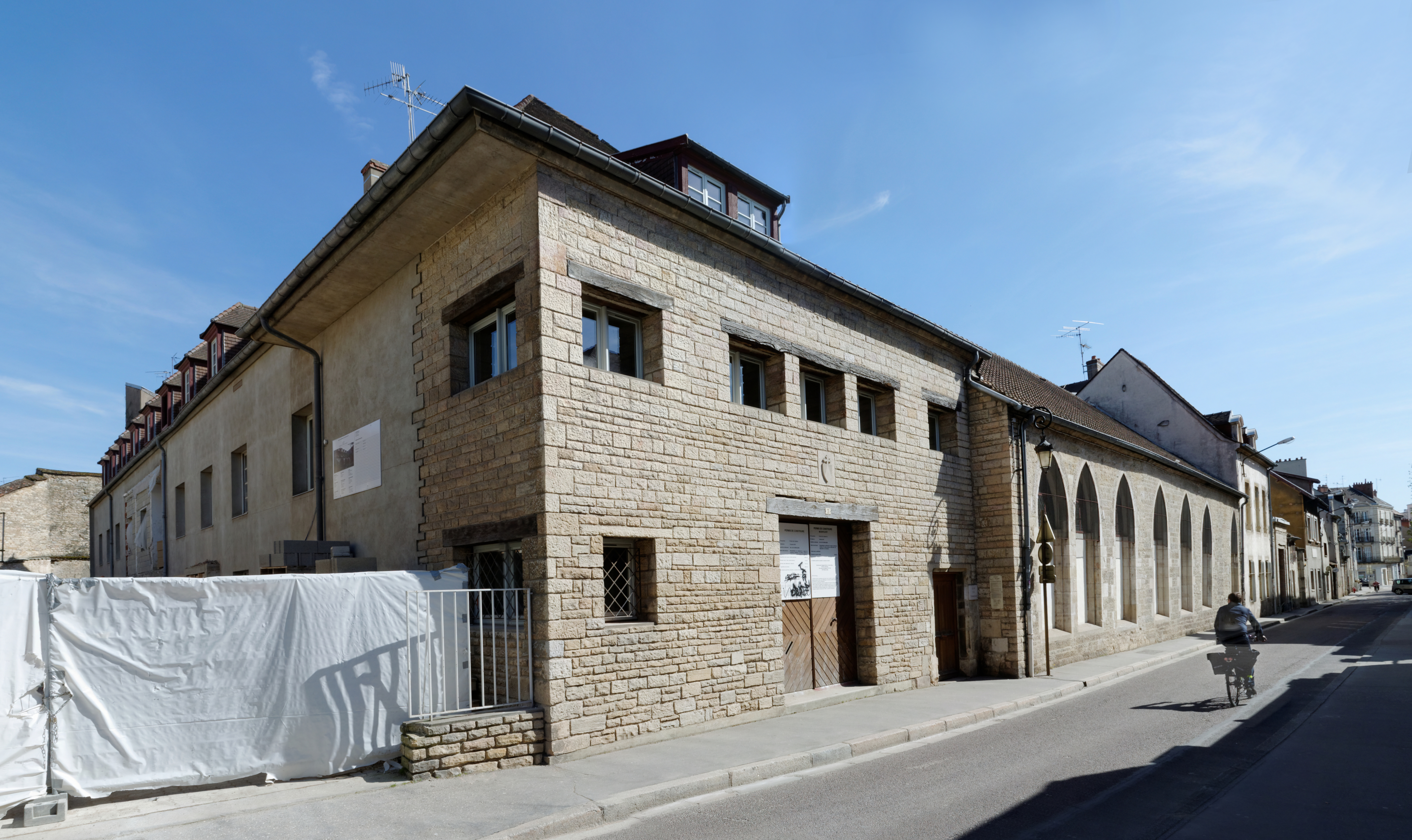
Le couvent en travaux lors de sa réhabilitation, vu de la rue Turgot.

## Le rôle des Cordeliers à Dijon
Outre l’aspect patrimonial, le couvent des Cordeliers fut remarquable par le rôle qu’il joua dans la vie publique dijonnaise pendant l’Ancien régime. Pendant près d’un siècle, à partir de 1602, les élus des États de Bourgogne tinrent séance tous les trois ans dans la grande salle du réfectoire du couvent. En outre, des figures importantes de la noblesse de robe dijonnaise furent inhumées à l’intérieur même de l’édifice. On peut aujourd’hui voir au Musée des Beaux-arts de Dijon la sculpture funéraire réalisée par Jean Dubois représentant Georges Joly, chevalier, baron de Blaisy, Conseiller du roi et Président au parlement à Dijon, qui se trouvait jadis dans la chapelle des Joly de Blaisy.
Les Cordeliers était particulièrement appréciés par la population pour la qualité de leur enseignement mais surtout grâce au Tiers-ordre franciscain dont « l’action resta permanente jusqu’au XVIIIe siècle » à Dijon.
Les vestiges de l'ancienne église et du cloître, le bâtiment contenant l'ancien réfectoire (actuellement église), le bâtiment du XVIIIe siècle, au sud du cloître, le bâtiment du XIIIe siècle, à l'est du cloître ont été inscrits au titre des monuments historiques par arrêté du 6 mars 1946.
L'hôtel Les Cordeliers, faisant partie du groupe Odalys vacances, s'y est installé après rénovation en 2015, sous la houlette des architectes des monuments Historiques, dont François Chatillon et le cloître est éventuellement ouvert au public.